# Оброчное (Кировоградская область)
Оброчное (укр. Оброчне) — бывшее село в Ольшанском районе Кировоградской области Украины.
Население по переписи 2001 года составляло 3 человека. Почтовый индекс — 26607. Телефонный код — 5250. Код КОАТУУ — 3524382603.
Снято с учёта решением Кировоградского областного совета от 18 августа 2010 года